# 特雷梅旺 (阿摩尔滨海省)
特雷梅旺（法語：Tréméven，法語發音：[tʁemevɛ̃]）是法国阿摩尔滨海省的一个市镇，位于该省北部，属于圣布里厄区。

## 地理
特雷梅旺（48°40'22"N, 3°1'44"W）面积5.12 平方千米，位于法国布列塔尼大區阿摩尔滨海省，该省份为法国西北部沿海省份，位于布列塔尼半岛北部，北濒大西洋英吉利海峡，西接菲尼斯泰尔省，南至莫尔比昂省，东临伊勒-维莱讷省。
与特雷梅旺接壤的市镇（或旧市镇、城区）包括：勒法韦特、戈默内克、朗莱夫、拉讷贝尔、普莱埃代勒、普吕迪阿勒、特雷韦雷克。
特雷梅旺的时区为UTC+01:00、UTC+02:00（夏令时）。

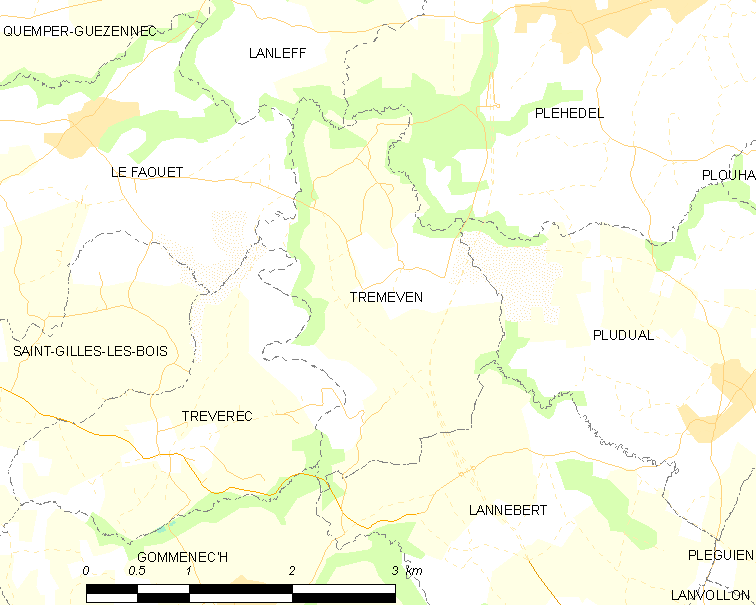
特雷梅旺的OSM定位图

## 行政
特雷梅旺的邮政编码为22290，INSEE市镇编码为22370。

## 政治
特雷梅旺所属的省级选区为普卢阿县。

## 交通
阿摩尔滨海省省道D7线和D96线经过境内。

## 人口

1962-2008年间特雷梅旺人口变化图示

特雷梅旺于2022年1月1日时的人口数量为355人。